# Boppard
Boppard (pronunciación en alemán: /ˈbɔpaʁt/ⓘ) es una ciudad alemana perteneciente al estado federado de Renania-Palatinado.

## Historia

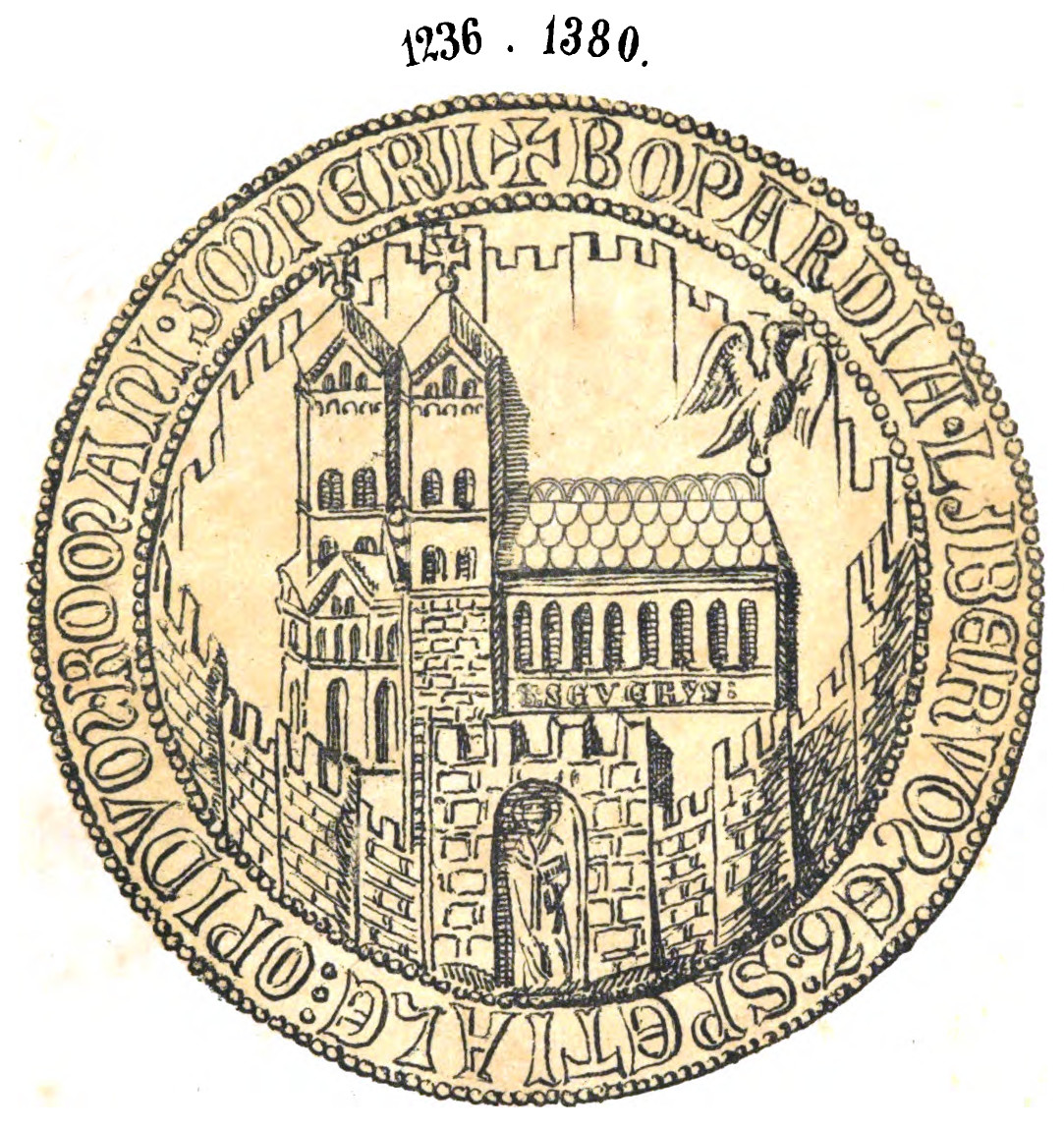
Sello de la ciudad, 1236.

Boppard fue fundada por los romanos: Baudobriga (también Bodobriga o Bontobrica). En la Alta Edad Media, durante la dinastía merovingia se convirtió en un lugar de residencia real. Constituyó también en la Edad Media un centro comercial de considerable importancia y, durante la dinastía imperial de los Hohenstaufen, obtuvo la condición de ciudad libre imperial. Sin embargo en 1312 el emperador Enrique VII concedió la ciudad a su hermano Balduino, arzobispo elector de Trier, y permaneció en posesión de los electores hasta su absorción por Francia durante el periodo revolucionario. En el Congreso de Viena de 1815 fue asignada a Prusia.